# Климовск (Коми)
 Климовск — деревня в Усть-Куломском районе Республики Коми в составе сельского поселения Зимстан. 

## География
Расположена на правом берегу реки Прупт на расстоянии примерно 44 км по прямой от районного центра села Усть-Кулом на юг.  

## Население
Постоянное население  составляло 16 человек (коми 94%) в 2002 году, 12 в 2010 .